# Nam chim
Cette page contient des caractères thaïs. En cas de problème, consultez Aide:Unicode ou testez votre navigateur.
Nam chim ou nam jim (น้ำจิ้ม, [nám tɕîm]) est le mot thaï désignant une sauce de type dip. Il désigne un grand nombre de sauces dans la cuisine thaïlandaise, parmi lesquelles nombreuses sont celles qui sont une combinaison de goûts salés, sucrés, épicés et aigres.
Nam chim est souvent utilisé pour des sauces plus liquides que les nam phrik (pâtes de piments thaï). Si la sauce sriracha est souvent appelée sot sriracha en Thaïlande (sot est la prononciation thaï du mot anglais sauce), elle est parfois appelée nam chim siracha ou nam phrik siracha.
Une des sauces les plus communes et basiques du genre nam chim est celle utilisée lors de la dégustation de fruits de mer grillés ou cuits à la vapeur. Les ingrédients principaux de cette sauce sont l'ail, le fumet de poisson (nam pla), le sucre, le jus de citron vert et le piment thaï. Des variantes de cette sauce sont utilisées comme sauce à trempette, mais aussi comme ingrédients pour beaucoup de plats. La plupart des ingrédients d'une sauce nam chim sont émincés finement ou broyés au pilon ou, de façon moins traditionnelle, passés au mixeur.

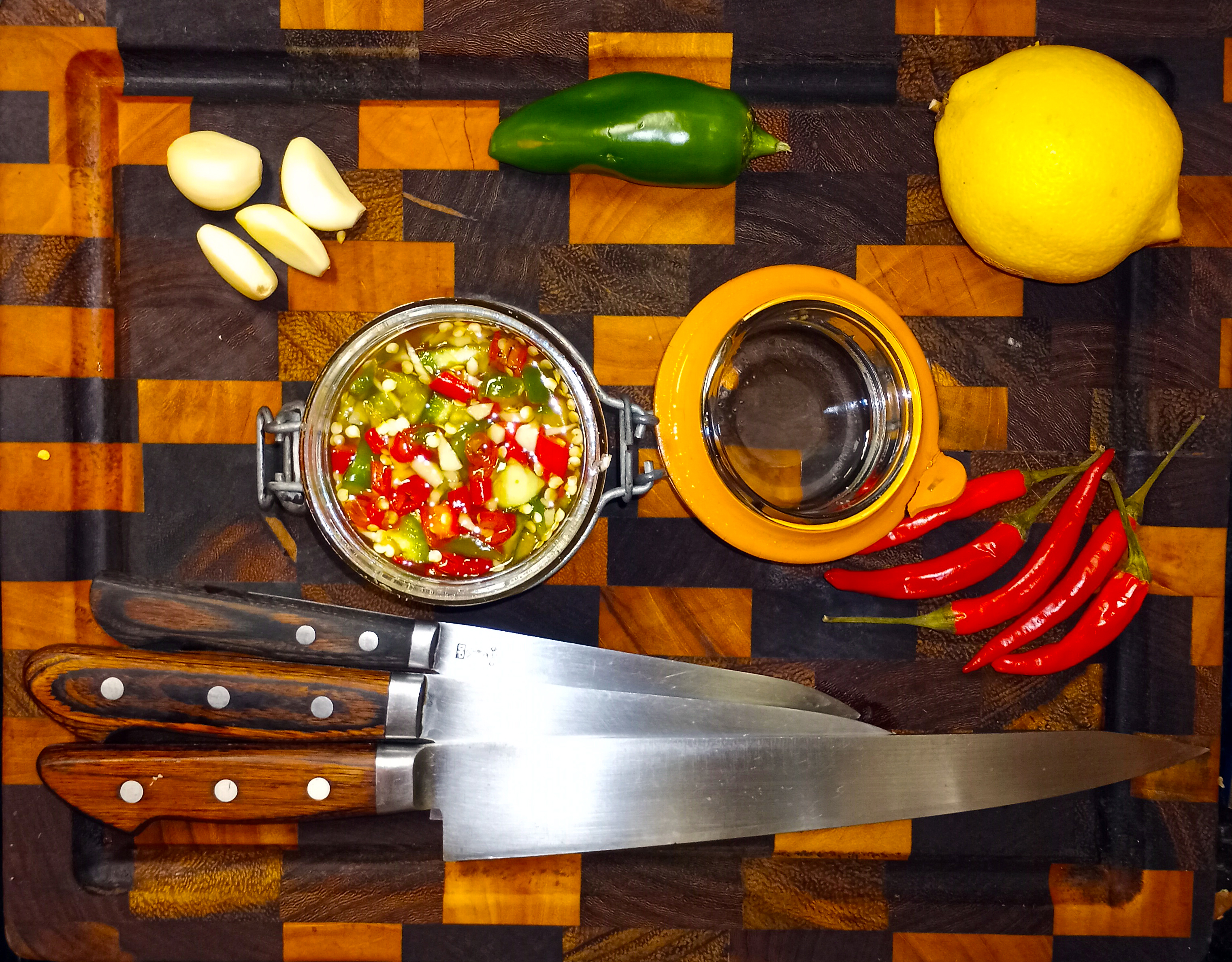
Nam chim.

Parmi les types de sauce nam chim les plus connus, on peut citer :
- nam chim kai (น้ำจิ้มไก่), une sauce à base de piments ayant la consistance d'un sirop épais, moyennement épicée et plutôt douce, souvent appelée sweet thai chili sauce en anglais. Si elle est souvent utilisée avec le poulet grillé (kai signifiant « poulet »), elle peut aussi être utilisée avec d'autres plats. Sa recette est la base de quelques autres types de sauce nam chim, comme la nam chim thot man pla (sauce pour gâteau frit de poisson) ;
- nam chim chaeo (น้ำจิ้มแจ่ว), à base de riz gluant séché et grillé ; cette sauce est souvent utilisée avec du porc grillé (mu yang/mu ping) ou du poulet grillé (kai yang)[2] ;
- nam chim sate (น้ำจิ้มสะเต๊ะ), la version thaï de la sauce saté, est consommée avec du satay thaï ;
- nam chim taengkwa ou achat (อาจาด), la version thaï des achards indonésiens ou malais (acar timun). Cette variante comprend des concombres, de la ciboule et du piment finement émincés et marinés dans du vinaigre. Souvent servi avec le nam chim sate, comme sauce dip pour le satay ;
- nam chim suki (น้ำจิ้มสุกี้), accompagnant le thai suki (la version thaï du sukiyaki). Contient de l'huile de sésame et de la sauce huître[3] ;
- nam chim taochiao (น้ำจิ้มเต้าเจี้ยว), à base d'une forme de pâte miso de soja (taochiao), servie avec le riz au poulet hainanais (khao man kai) ;
- nam chim thale (น้ำจิ้มทะเล), une sauce classique à base d'ail, de fumet de poisson (nam pla), de sucre, de jus de citron vert et de piment thaï, servie elle aussi avec les fruits de mer[4] ;
- nam chim thot man (น้ำจิ้มทอดมัน), servie avec les thot man pla (gâteau frit de poisson), semblable à la nam chim kai mais avec des concombres émincés, des cacahuètes broyées et des feuilles de coriandre. Pour les thot man kung ou thot man pu (gâteau frit de crevette ou de crabe), une sauce douce à base de prune est préférée ;
- nam chim paesa (น้ำจิ้มแป๊ะซะ), servie comme sauce pour du poisson à la vapeur cuit dans des feuilles de chou.

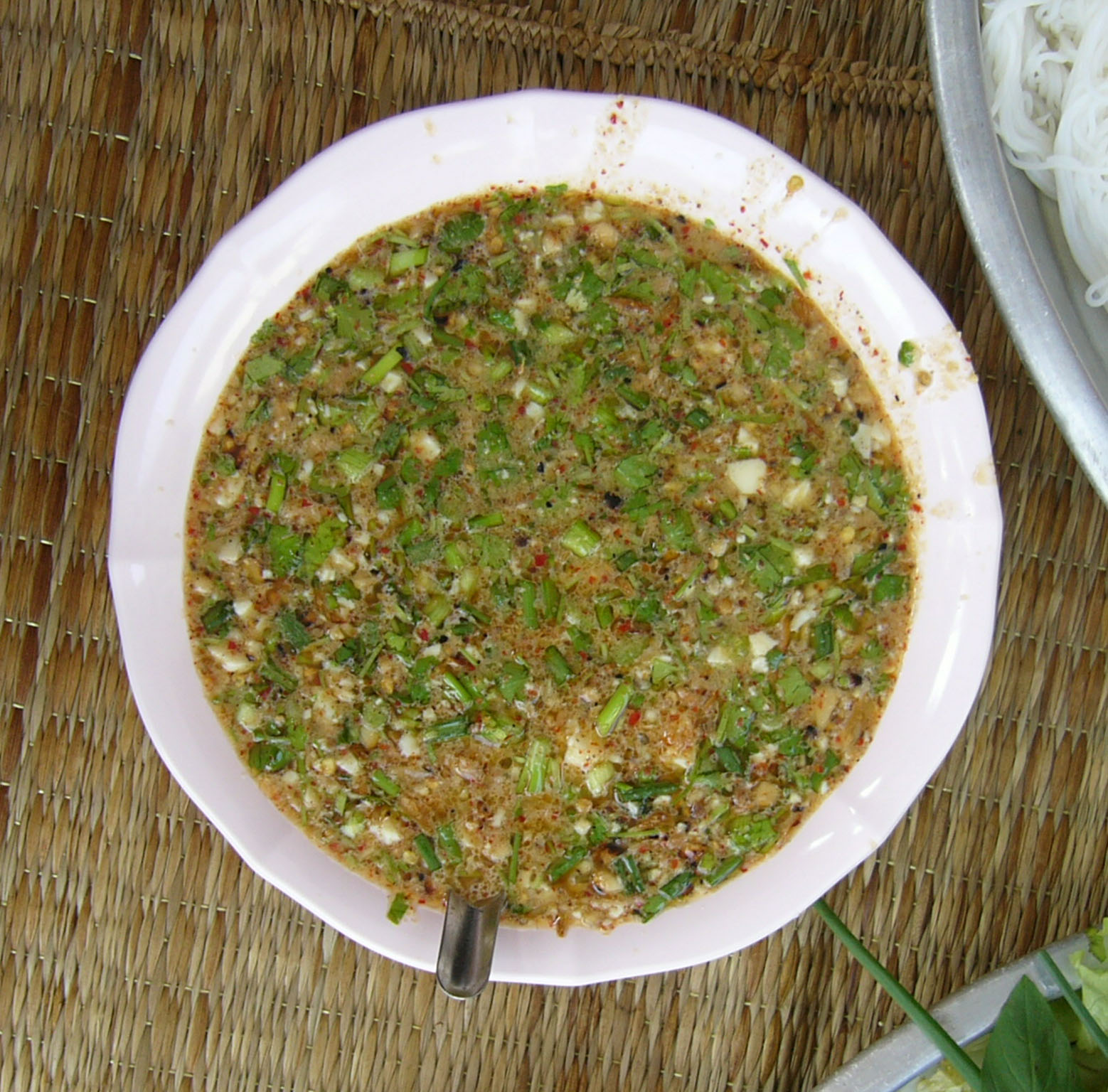
Nam chim paesa.
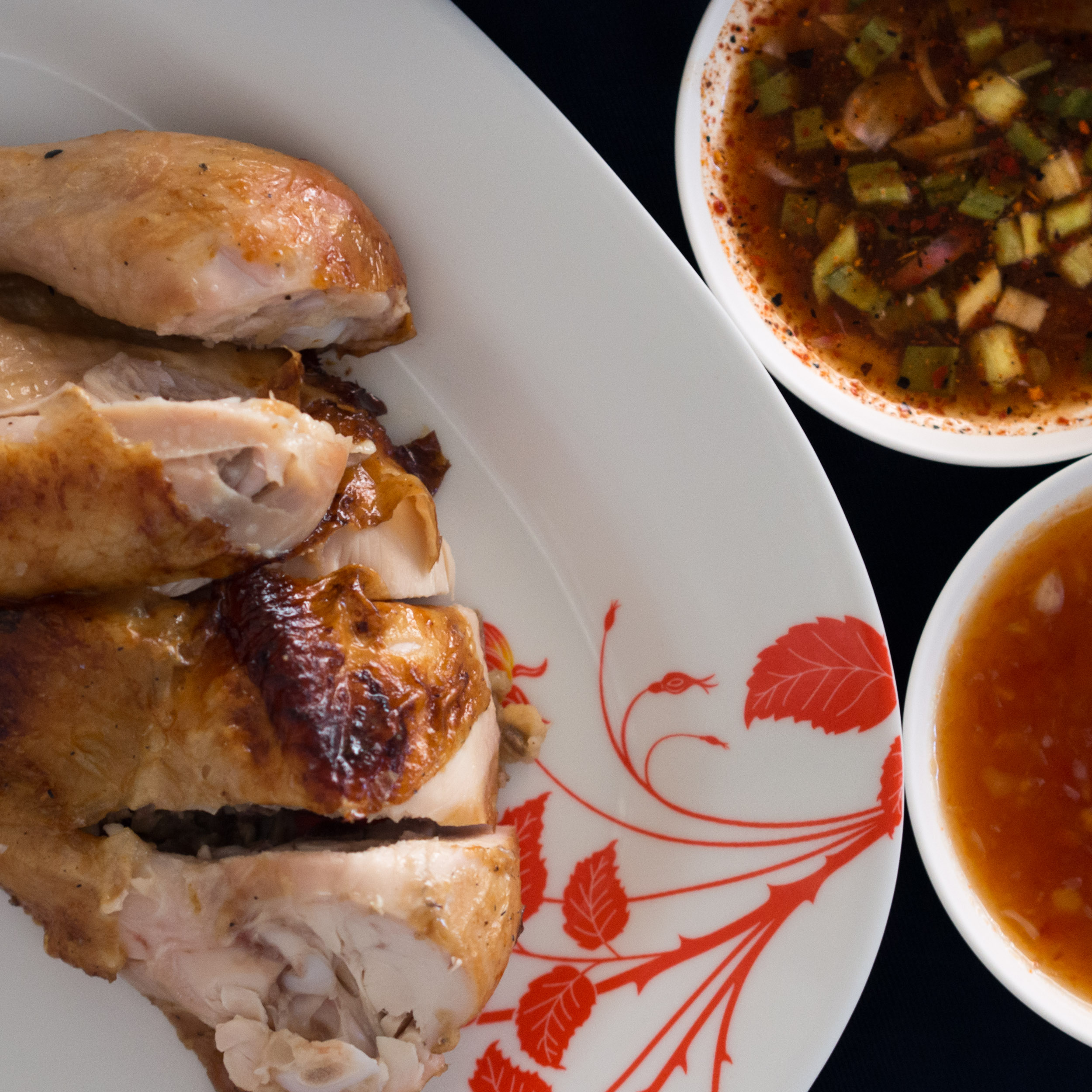
Nam chim kai.